# Ziemia Myliusa Erichsena

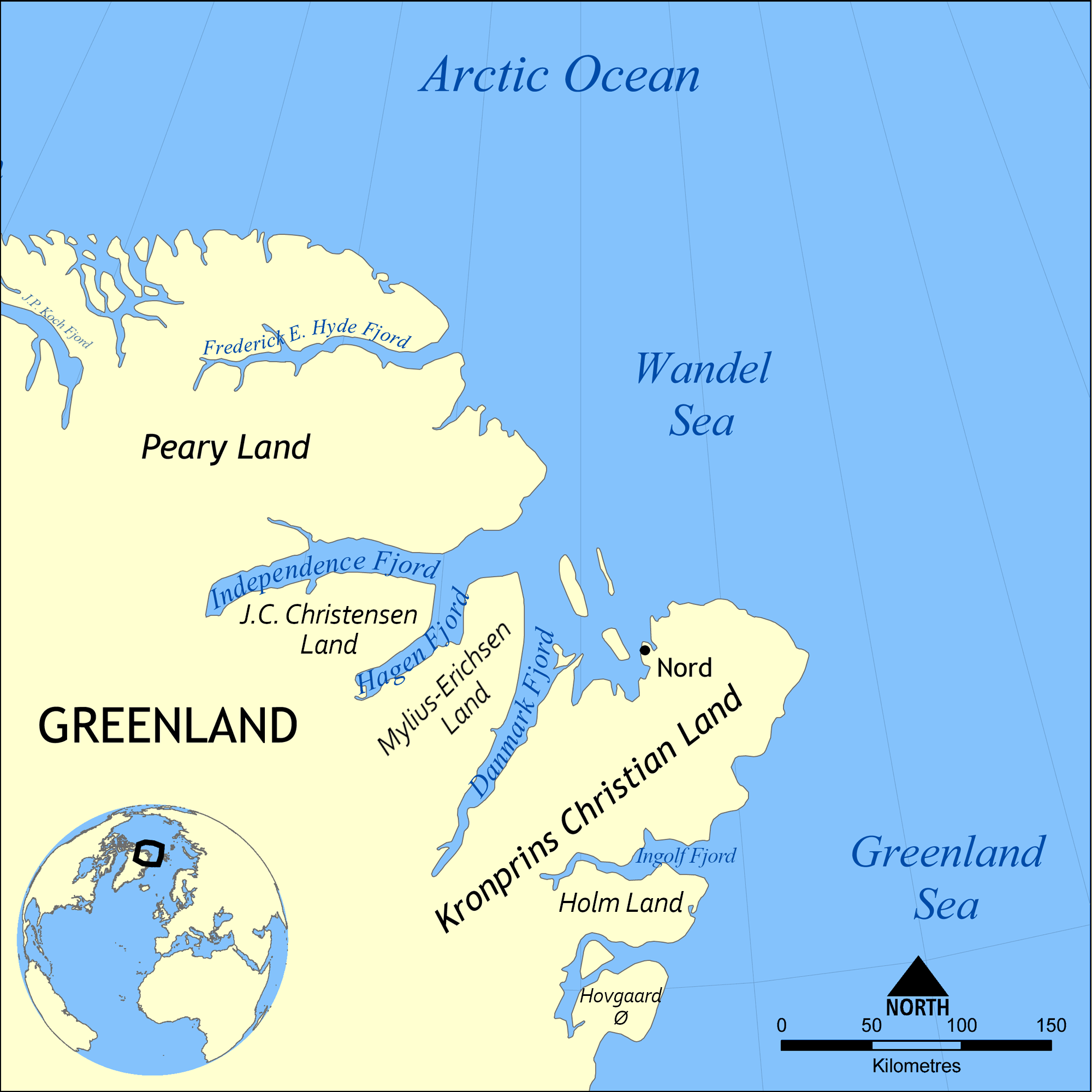
Mapa północno-wschodniego krańca Grenlandii

Ziemia Myliusa Erichsena (duń. Mylius Erichsen Land) – region Grenlandii w jej północno-wschodniej części, ograniczony przez duże fiordy.
W całości obejmuje ją Park Narodowy Grenlandii. Od wschodu Fiord Duński oddziela ją od Ziemi Księcia Chrystiana, a od zachodu Independence Fjord dzieli ją od Ziemi Peary’ego. Ziemia ta została nazwana na cześć Ludviga Mylius-Erichsena, etnologa i badacza Grenlandii.